# James Gandolfini
James Gandolfini (18. září 1961, Westwood, New Jersey, USA - 19. června 2013, Řím, Itálie) byl americký herec s italskými kořeny.
Oba jeho rodiče pocházeli z Itálie, byli to římští katolíci a doma mluvili italsky, oba pracovali ve škole.
Po ukončení střední školy vystudoval Rutgers University v New Brunswicku, kde získal titul bakaláře svobodných umění v oboru komunikace, nicméně hercem zpočátku prý vůbec být nechtěl, k herectví jej prý přivedl až koncem 80. let jeho kamarád, který navštěvoval dramatický kroužek.
Herectví se věnoval nesystematicky a poloprofesionálně od konce 80. let, zpočátku se jednalo pouze o drobné divadelní role v různých divadlech na newyorské Broadwayi, kromě toho pracoval i jako barman a manažer nočního i sportovního klubu.
V roce 1992 si zahrál společně s Alecem Baldwinem a Jessicou Langeovou ve hře Tramvaj do stanice touha.
Ve filmu se poprvé objevil v roce 1992 ve snímku Cizinec mezi námi, v roce 1993 zaujal svým výkonem ve filmu Pravdivá romance. Velmi často hrál různé mafiány, zločince, násilníky, vrahy a lidi na okraji společnosti, většinou se jednalo pouze o vedlejší nebo epizodní role.
Zlom v jeho filmové kariéře přišel až v televizním seriálu Rodina Sopránů z roku 1999, kde si zahrál mafiánského bosse.

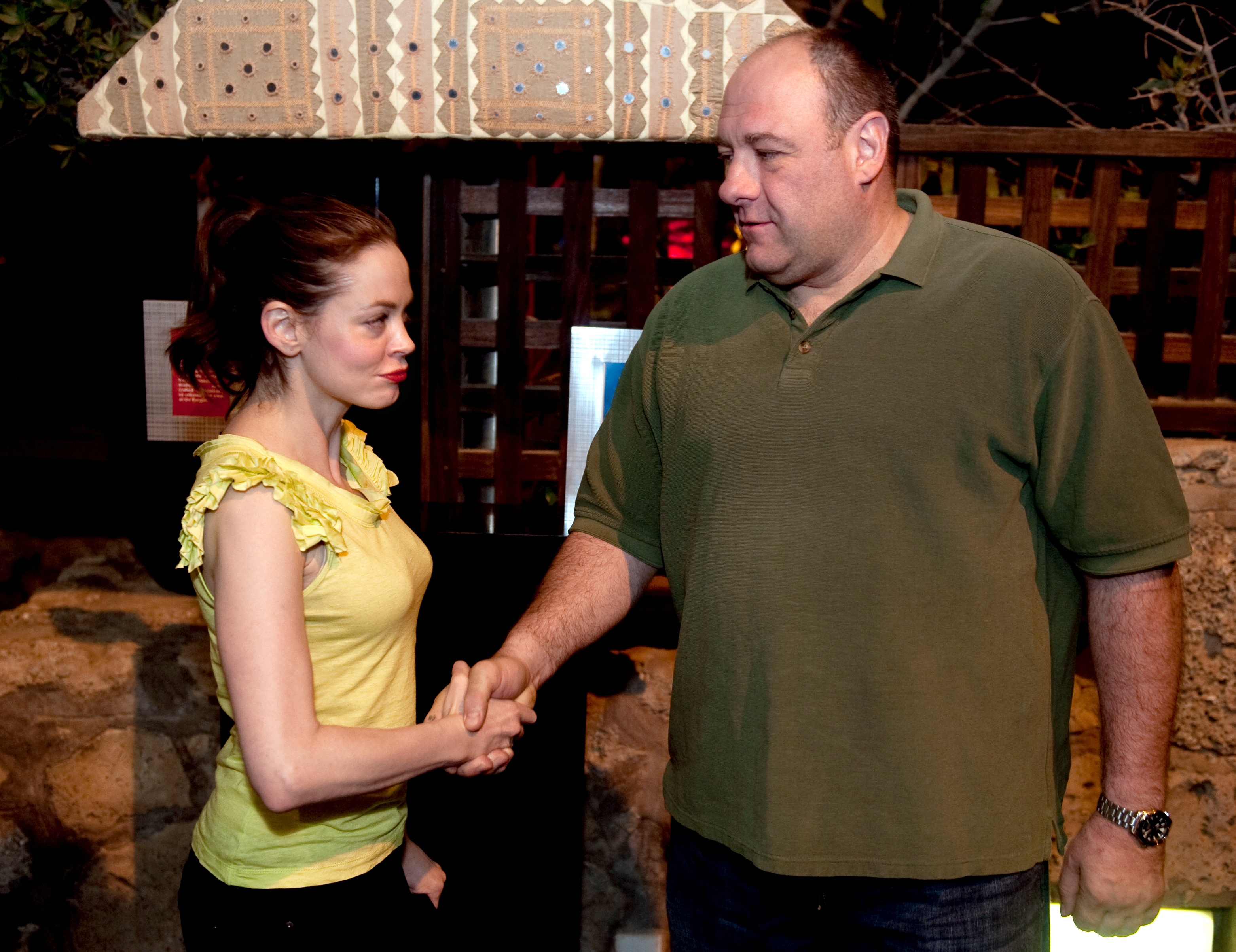
James Galdolfini s Rose McGowanovou

Od roku 2007 připravoval pro televizní stanici HBO dokumentární pořad věnovaný vojenským veteránům z války v Iráku s názvem Alive Day: Home from Iraq, kde rozmlouval s 10 vybranými veterány o jejich životních osudech, různých psychických traumatech při jejich návratu do civilního života apod.
Dne 19. června 2013 James Gandolfini zemřel na infarkt během dovolené v italském Římě.

## Osobní život
Jeho první manželkou byla Marcy Wudarski, se kterou má jedno dítě, jejich manželství skončilo v roce 2002 rozvodem, od roku 2008 byl podruhé ženatý s bývalou modelkou Deborah Linovou.

## Filmografie
- 1992 A Stranger Among Us (Tony Baldesseri)
- 1993 Pravdivá romance (Virgil)
- 1993 Money for Nothing (Billy Coyle)
- 1993 Mr. Wonderful (Mike)
- 1993 Italian Movie (Angelo)
- 1994 Angie (Vinnie)
- 1994 Terminal Velocity (Ben Pinkwater)
- 1995 New World (Will Caberra)
- 1995 Crimson Tide (poručík Bobby Dougherty)
- 1995 Get Shorty (Bear)
- 1996 Porotce (Eddie)
- 1997 Night Falls on Manhattan (Joey Allegretto)
- 1997 She's So Lovely (Kiefer)
- 1997 12 Angry Men (TV film; Juror #6)
- 1997 Perdita Durango (Willy 'Woody' Dumas)
- 1998 Fallen (Det. Lou)
- 1998 The Mighty (Kenneth "Killer" Kane)
- 1998  A Civil Action (Al Love)
- 1999 8mm (1999) (Eddie Poole)
- 1999 A Whole New Day (1999) (Vincent)
- 2001 Mexičan (Winston Baldry)
- 2001 The Man Who Wasn't There (2001) (Velký Dave Brewster)
- 2001 Poslední pevnost (plukovník Winter)
- 2004 Surviving Christmas (Tom Valco)
- 2006 Příběhy ztracených duší (Vincent)
- 2006 Všichni královi muži (Tiny Duffy)
- 2006 Lonely Hearts (Charles Hildebrandt)
- 2007 Romance a cigarety (Nick Murder)
- 2007 Stories USA (The Man)
- 2008 Kiddie Ride (Bailey)
- 2009 In the Loop (Generál Miller)[1][2]
- 2009 The Taking of Pelham 123 (The Mayor)
- 2009 Where the Wild Things Are (Carol, pouze hlas)
- 2010 Svět podle Mallory (Doug Riley)
- 2010 Mint Julep (film) (Mr. G)
- 2011 Cinema Verite (dokumentární producent Craig Gilbert; pro HBO Films)

### TV seriál
- 1999–2007 Rodina Sopránů (Tony Soprano)